# Soupe angevine
La soupe angevine est un cocktail français, typique de l'Anjou. Elle compte plusieurs variétés comme la soupe champenoise ou encore la soupe saumuroise.

## Composition
Malgré les nombreuses variétés, la soupe angevine est souvent composée de deux produits typiques de la région. Il est composé de liqueur d'orange triple sec angevin, en passant par du crémant de Loire. On retrouve aussi dedans du jus de citron et du sucre de canne. Le triple sec utilisé est souvent du Cointreau qui est une liqueur d'orange créé à Angers.

## Préparation
Verser une louche de jus de citron, une louche de sucre de canne et une louche de triple sec. Verser une bouteille de crémant frais dans le mélange, puis servir. À noter que la soupe doit être préparée au dernier moment afin de mieux garder la fraîcheur de cet apéritif.

## Variantes
Ce cocktail a donné naissance à un cocktail luxueux appelé « soupe de Champagne » ou « soupe champenoise ». Il s’agit d’un cocktail à base de champagne qui remplace le crémant initialement présent dans la soupe angevine. On peut aussi nommer la « soupe saumuroise » qui est aussi une variante où l’on remplace le triple sec angevin par un triple sec saumurois comme le Combier, et où l'on remplace le crémant de Loire par une bouteille de saumur brut.